# Fearless Iranians from Hell
Fearless Iranians from Hell est un groupe de musique américain, originaire de San Antonio, au Texas. Les paroles du groupe traitent du point de vue d'un extrémiste islamiste et se moquent du sentiment anti-iranien qui a prévalu aux États-Unis en 1983,.

## Biographie
Le groupe est formé en 1983 par les membres du groupe Marching Pest. Fearless Iranians from Hell signe au label Boner Records. Leur premier album, un EP intitulé Fearless Iranians from Hell est publié en 1986. L'EP comprend les chansons Blow Up the Embassy et Iranian Klan. Blow Up the Embassy est reprise par Birth A.D.. Leur premier album studio, Die for Allah, est publié en 1987. L'album est aussi publié chez Big Takeover en Allemagne. La chanson Chant de l'album comprend des paroles en perse. Ils publient Holy War  en 1988. Leur troisième album, Foolish Americans, est publié en 1990. Une compilation, Foolish Americans / Holy War / Die for Allah, est publiée la même année, et rééditée en 2002.
Fearless Iranians from Hell refuse les interviews

## Membres
- Amir Mamori

## Discographie
- 1986 : Fearless Iranians from Hell (EP)
- 1987 : Die for Allah
- 1988 : Holy War
- 1990 : Foolish Americans
- 2008 : Peace Through Power (EP)